# Chemins de fer confédérés dans la guerre de Sécession
Pour un article plus général, voir Chemins de fer dans la Guerre de Sécession.
Premier conflit total de l'ère moderne,, la guerre de Sécession met en exergue le rôle déterminant que les chemins de fer joueront dans les conflits à venir, en particulier dans le domaine de la logistique et du transport de troupes. Mais si le réseau particulièrement bien développé du Nord et une gestion rigoureuse et sans compromis de ses moyens ferroviaires eurent un effet déterminant sur la victoire de l'Union, les faiblesses du réseau confédéré ante bellum - dues principalement au faible niveau de développement industriel des États sécessionnistes -, et une gestion anarchique et tâtonnante, marquée par l'improvisation voire la corruption, de l'arme ferroviaire par les autorités civiles et militaires de la Confédération contribuent pour une bonne part à la défaite du Sud, même si les deux camps comprennent d'emblée l'importance de cette nouvelle technique dans la guerre moderne.

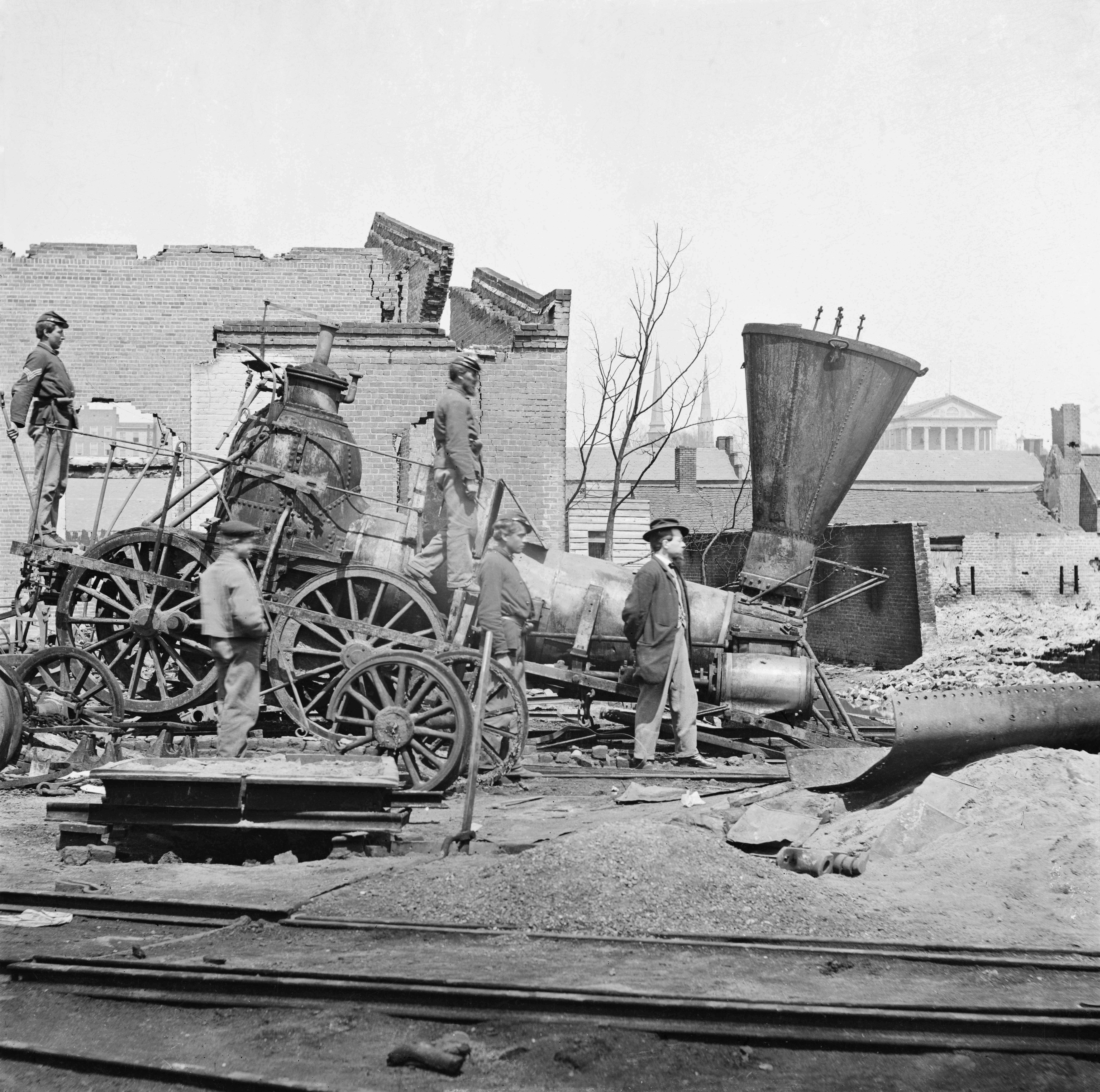

## L'infrastructure industrielle à la veille de la guerre de Sécession
« Le système économique du Sud était simple : planter, récolter et exporter. Le Sud était un monde féodal sur lequel régnaient dix mille familles qui méprisaient la révolution industrielle occidentale. (...) la grande industrie n'avait pas sa place dans le Southern Way of Life  (mode de vie sudiste) parce que la plupart de ses produits manufacturés provenaient du Nord ou de l'étranger et que la société sudiste s'en satisfaisait. »

— Serge Noirsain, La Confédération sudiste 1861-1865 Mythes et réalités

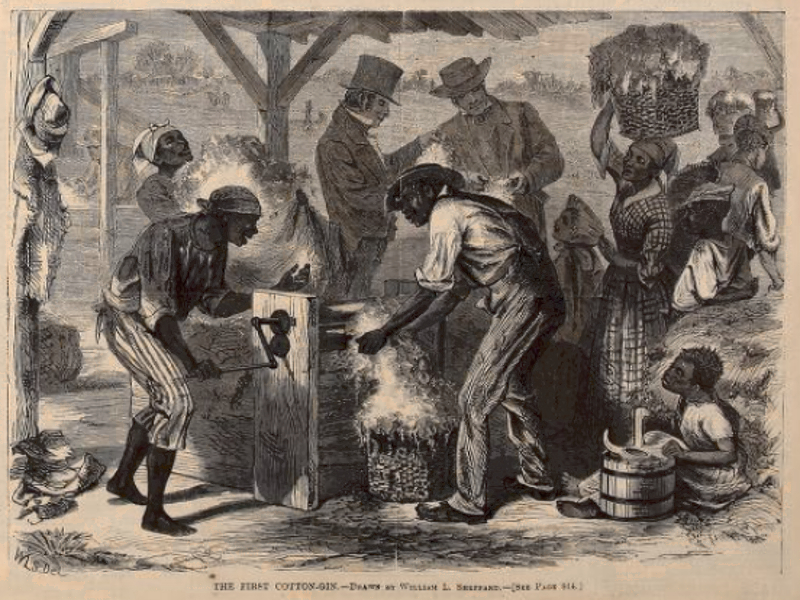
Le Roi coton, centre de gravité de l'économie des États de la Confédération.

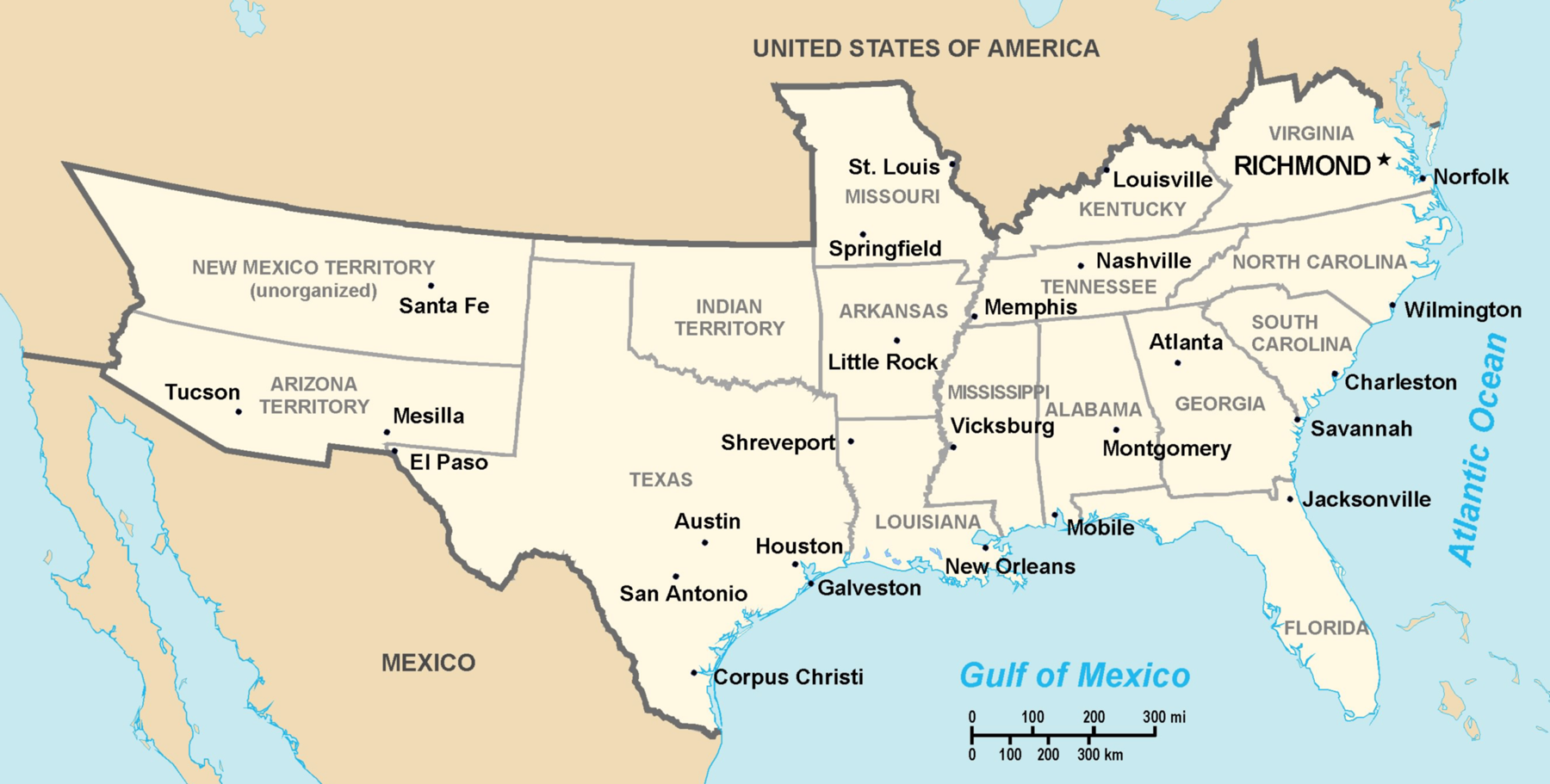
Carte de la Confédération.

Facteur tout autant que fruit de la révolution industrielle du début du XIXe siècle, le chemin de fer nécessite un fond industriel, des savoir-faire et une infrastructure financière destinée à la gestion des investissements, que le sud des États-Unis, accroché à son mode de production agricole esclavagiste du coton, essentiellement destiné à l'exportation et hérité du siècle précédent, n'avait que très marginalement développés. Par un effet de retour, le développement ferroviaire dans le Nord a également favorisé ce développement industriel, en permettant une meilleure circulation des matières premières, des produits finis et de la main-d'œuvre qualifiée. Au sud, malgré un développement quantitatif proportionnellement supérieur à celui du nord dans les années de l'immédiat avant-guerre, le chemin de fer n'est somme toute resté qu'un moyen de transport du coton complémentaire du transport fluvial, le développement industriel dans cette partie du Nouveau Monde restant assez limité.
Ces carences dans le domaine industriel - le secteur secondaire de l'économie confédérée, si crucial à l'effort de guerre, se réduisant essentiellement, à la veille de la guerre de Sécession, à quelques activités industrielles à caractère artisanal, y compris dans le secteur de l'armement - allaient dès lors avoir de fâcheuses conséquences sur les fournitures militaires - artillerie, matériel ferroviaire, armes, munitions, etc. - pendant le conflit qui éclata au printemps 1861.

## Les réseaux ferroviaires du Sud à la veille de la guerre de Sécession

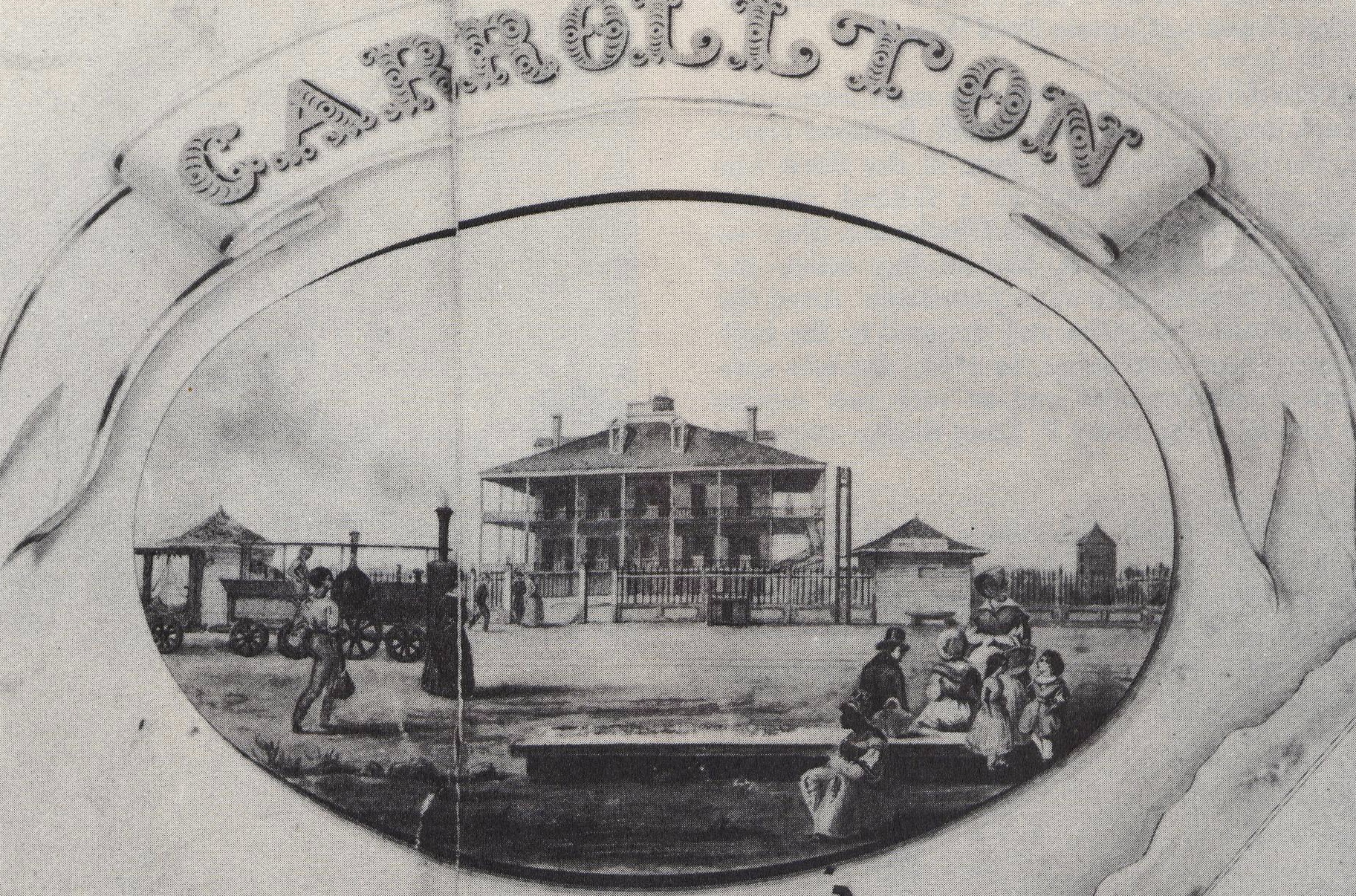
La gare de Carrollton en Louisiane dans les années 1830.

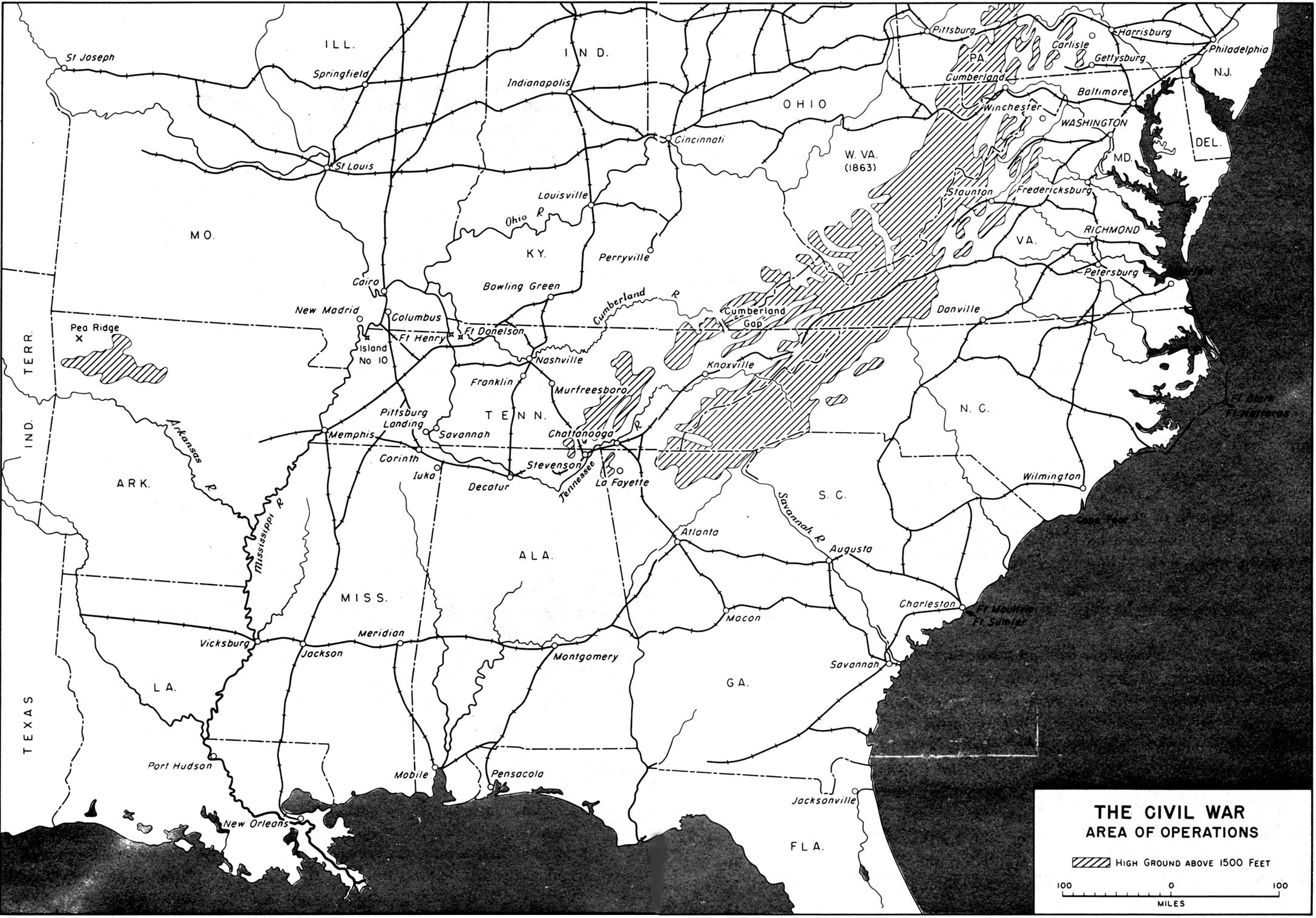
Carte 1 : l'est et le sud-est des États-Unis au moment de la guerre de Sécession : le réseau ferroviaire apparaît en trait continu.

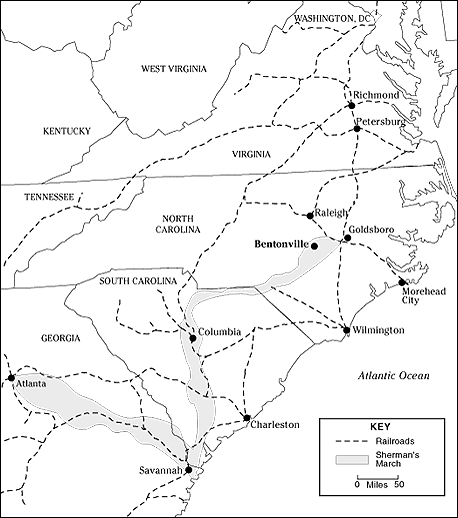
Carte 2 : détail du réseau ferroviaire dans l'est et le sud-est de la Confédération.

Dès l'époque fondatrice de la guerre d'Indépendance à la fin des années 1770, les grands centres industriels de production sidérurgique et métallurgique se trouvent principalement concentrés au Nord-Est des États-Unis - dans le territoire de la future Union nordiste - et c'est donc fort logiquement que le premier chemin de fer américain est créé sur la côte Est en 1827, avec la mise en service de la Baltimore & Ohio, la toute première ligne ferroviaire américaine. En décembre de la même année est fondée au Sud la South Carolina Canal & Rail Road Co., la première compagnie à mettre en œuvre une ligne régulière de transport de passagers par trains à vapeur depuis Charleston, inaugurée en 1830 pour le « Christmas Day ». Lorsque la liaison, longue de 219 km, avec la ville de Hamburg en Caroline du Sud, est terminée en octobre 1833, cette ligne devient la plus longue ligne ferroviaire du monde.
Malgré ce brillant début, le développement du réseau ferroviaire des États cotonniers du Sud resta à la traîne de celui du Nord industrialisé et il fallut attendre le boom ferroviaire que connurent les États-Unis dans les années 1850 pour voir celui-ci se développer d'importante façon - l'extension du réseau sudiste étant même supérieur en termes kilométriques à celle des chemins de fer de la Nouvelle-Angleterre. La Virginie - État sécessionniste qui deviendra l'un des principaux théâtres d'opérations du conflit à venir - en fut le principal bénéficiaire, d'autres futurs États membres de la Confédération connaissant cependant une extension moins spectaculaire). Par ailleurs, les impressionnants termes « bruts » des statistiques ferroviaires sudistes sont essentiellement le reflet d'un développement régional anarchique, aucun plan concerté d'ensemble n'ayant été mis en œuvre et aucun grand axe ferroviaire stratégique n'ayant été tracé dans cette partie du territoire américain.
Signe extérieur de prospérité locale tout autant qu'outil du développement économique régional, les réseaux seront ainsi construits en ordre dispersé et de manière assez anarchique - la multiplication pléthorique du nombre d'opérateurs régionaux, les variations des écartements de voies et les absences de raccordements entre les gares desservant une même ville en étant les principales conséquences. Il en résulta que, lorsque les mouvements de troupes débutèrent, dans une certaine improvisation, en mai et juin 1861, un sérieux problème apparut lorsque l'on se rendit compte que de nombreuses lignes desservant des villes se terminaient en culs-de-sac d'un côté de la cité sans connexion avec d'autres, censées les prolonger, aboutissant à d'autres stations locales ou dépôts. Les marchandises devaient de ce fait être déchargées dans une gare et convoyées en travers des villes pour être rechargées à un autre point d'embarquement. Troupes et passagers civils devaient régulièrement passer la nuit sur place avant de pouvoir rembarquer le lendemain sur un autre convoi pour poursuivre leur route. Quand le gouvernement confédéré tenta par la suite de résoudre ce problème, il se heurta à de fortes oppositions locales, les notables municipaux favorisant cette situation qui permettait le développement local d'une lucrative industrie hôtelière. De leur côté, les opérateurs ferroviaires, sans être opposés au principe de la connexion des lignes, rechignaient à l'idée de partager leur matériel roulant avec leurs concurrents.
Les avantageuses statistiques confédérées masquent également d'autres réalités triviales aux aspects négatifs qui auront leurs conséquences pendant le conflit : la mauvaise qualité des infrastructures - en particulier au niveau des rails - certains réseaux utilisant des rails en bois renforcés de lames de fer -, la faiblesse des investissements et leur totale dépendance aux rentrées financières procurées par le commerce international du coton, le chemin de fer du « Royaume du coton » étant par ailleurs quasi totalement tributaire de l'ingénierie et de la technologie exogènes pour ses fournitures matérielles, voire son personnel.
L'ouverture des hostilités eut d'emblée un effet néfaste sur la fortune du réseau ferroviaire de la Confédération. La déclaration de guerre avec le Nord et l'instauration du blocus priva ainsi le Sud de ses approvisionnements en matériels roulants et en rails. Par ailleurs, les livraisons de coton ayant été suspendues dans le but de rallier les puissances européennes à la cause sécessionniste, les chemins de fer furent aussi privés de leur principale source de revenus. De nombreuses compagnies furent ainsi forcées de licencier du personnel, en particulier des ingénieurs et techniciens expérimentés. Mais, convaincus que la guerre ne s'éterniserait pas, ni les opérateurs ferroviaires ni les autorités politiques et militaires ne s'inquiétèrent cependant de trouver ou de mettre en place des infrastructures alternatives pour le développement, l'amélioration et la maintenance des réseaux.

## Administration et gestion de l'arme ferroviaire par les autorités confédérées
« La politique ferroviaire confédérée se formule difficilement dans la mesure où elle ne se caractérisa que par des à-coups motivés par l'urgence »

— Serge Noirsain, La Confédération sudiste 1861-1865 Mythes et réalités

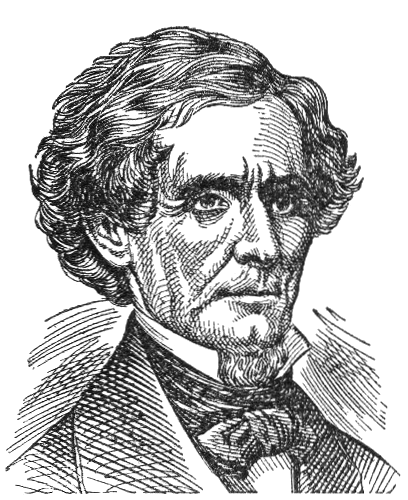
Le Président Jefferson Davis. Ses tendances autocrates et ses relations personnelles privilégiées avec de gros affairistes du Sud furent à l'origine d'interventions intempestives et de décisions malheureuses dans la politique ferroviaire militaire de la Confédération.

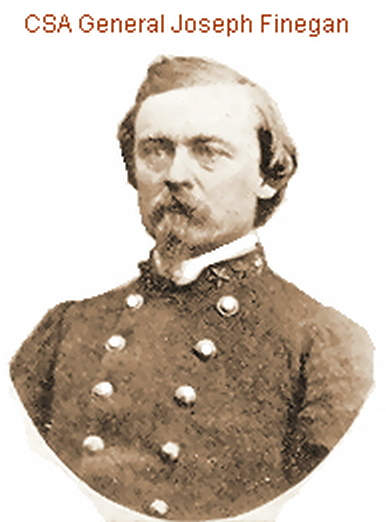
Le général Joseph Finegan, l'un des spécialistes confédérés de l'arme ferroviaire.

Tandis que les autorités politiques et militaires de l'Union surent très rapidement se doter des instruments indispensables à une mobilisation efficace et à la parfaite maîtrise d'une gestion raisonnée des chemins de fer en temps de guerre - une organisation centralisatrice, l'United States Military Railroad - U.S.M.R.R. étant mise en place sous le commandement de Daniel C. McCallum et Herman Haupt dès 1862 - les quelques officiers confédérés compétents en la matière durent faire face tout à la fois aux carences initiales des réseaux du Sud, aux aléas de la bataille et à l'attrition des matériels et des voies, sans qu'aucune politique militaire ferroviaire ne soit clairement définie; les responsabilités étant par ailleurs diluées entre différents services et ministères où ils étaient bien souvent relégués à des postes secondaires dans l'ombre d'officiers conservateurs peu au fait de la gestion technique des chemins de fer.
Le 17 avril 1862, le Sénat confédéré bloqua ainsi une loi autorisant les militaires à prendre le contrôle des chemins de fer en arguant des principes de la libre-entreprise et de la souveraineté des États mais répondant avant tout par ce véto aux préoccupations affairistes de ses nombreux membres actionnaires de compagnies - le gouvernement de Richmond, par réaction, se désintéressant dès lors de la question ferroviaire. Il fallut attendre 1863 pour qu'un premier plan de réquisition soit enfin mis en place mais ce ne fut qu'à la vingt-cinquième heure, en février 1865, quelques semaines à peine avant la fin de la guerre qu'une véritable mobilisation militaire du chemin de fer confédéré fut décrétée, celui-ci étant alors presque totalement vidé de sa substance, détruit, usé ou tombé aux mains de l'ennemi.
En l'absence d'une politique ferroviaire globale et d'un cadre légal et administratif cohérent, les rares spécialistes militaires confédérés chargés de la gestion de l'arme ferroviaire, non contents de devoir gérer les contingences pratiques et techniques imposées par le conflit, eurent dès lors aussi à assumer les intrigues politiques souterraines, le lobbying affairiste, les particularismes locaux des États confédérés chatouilleux de leur indépendance et les exigences irréalistes voire les ingérences intempestives des commandants locaux.
Tout au long du conflit, la gestion de la question ferroviaire se retrouva ainsi partagée entre le Congrès, la Présidence de Jefferson Davis et ses services, le Secrétariat à la Guerre, le Commissaire général à l'Équipement Abraham Myers, le commandant en chef Robert E. Lee, les conseils d'administration des compagnies et bien d'autres intervenants privés ou publics et militaires, sans définition précise des compétences et attributions respectives. Fin 1862, le Secrétaire à la Guerre James A. Seddon confia à William M. Wadley, homme d'affaires particulièrement actif et performant dans le secteur avant guerre, le poste de « Superviseur général des lignes ferroviaires » mais les tentatives de ce dernier d'imposer une direction centralisatrice aux différents intervenants, en en appelant notamment à l'autorité présidentielle, lui valurent son remplacement dès le mois de mai suivant.
D'autre part, plutôt que de procéder à la mobilisation du réseau ferroviaire et aux réquisitions nécessaires à celle-ci, les autorités confédérées privilégièrent une politique de contrats particuliers (cfr infra), les compagnies se préoccupant davantage de profits que d'efficacité militaire.

### Problèmes des personnels
« Englué dans ses traditions rurales, le Sud enfanta peu de techniciens du rail parce que la demande n'était pas grande et qu'il en venait du Nord. Les politiciens et les entrepreneurs sous contrat avec la Confédération n'en prirent conscience que lorsque leurs cheminots nordistes retournèrent dans leur État au début du conflit »

— Serge Noirsain, La Confédération sudiste 1861-1865 Mythes et réalités
L'un des tout  premiers et nombreux problèmes auxquels furent confrontés les gestionnaires du réseau ferroviaire confédéré - opérateurs privés, autorités civiles et militaires - fut celui du personnel. La déclaration de guerre entraîna le retour des techniciens originaires du Nord vers leurs États d'origine tandis que la perte des rentrées financières apportées par le transport du coton entraîna, comme déjà évoqué plus haut, le licenciement d'une partie du personnel indigène et sa mobilisation dans les rangs de l'armée.
Malgré l'état rudimentaire du tissu industriel sudiste, aucune mesure d'exemption militaire ne fut prise en faveur des artisans, ouvriers qualifiés ou techniciens qui en composaient la main d'œuvre et les acteurs économiques tant et si bien que le secteur ferroviaire se retrouva rapidement privé de ses agents - aussi bien d'ailleurs que d'autres industries essentielles à l'effort de guerre, en ce compris les cordonneries ou les ateliers de confection d'uniformes.
Devant faire face aux exigences militaires croissantes en matière de transports d'hommes et d'équipements, à celles aussi d'entretien et de réparation des voies et des matériels dans un conflit qui s'éternisait, les compagnies de chemin de fer regrettèrent les mesures de licenciement prises trop hâtivement au début des hostilités. En avril 1863, les opérateurs ferroviaires tentèrent d'obtenir des autorités militaires la démobilisation du millier de chauffeurs, mécaniciens et aiguilleurs servant sous les drapeaux mais celles-ci, toujours en quête d'effectifs, ne donnèrent suite à cette requête que partiellement et en traînant les pieds. Les compagnies durent donc, tout au long du conflit, avoir recours aux esclaves noirs, manquant de toute qualification technique, pour combler les vides. Des démarches similaires tentées par d'autres secteurs de l'activité industrielle comme les arsenaux n'eurent guère plus de succès.

### La course à l'acier

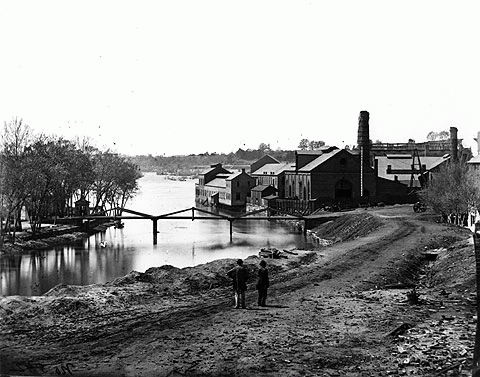
Les Tredegar Iron Works, principal complexe sidérurgique sudiste.

Dès la première année du conflit, les grands centres miniers ferreux du Sud, situés dans une zone s'étendant entre le sud du Kentucky, le centre du Tennessee et la Virginie occidentale tombèrent aux mains de l'Union mais le gouvernement sécessionniste se révéla incapable de prendre les mesures autoritaires nécessaires à une gestion efficace de l'effort de guerre en réponse à ce grave problème. Celui-ci fut encore aggravé par les carences du réseau ferroviaire qui privèrent les Tredegar Works de Virginie, principal centre sidérurgique de la Confédération, des matières premières essentielles au fonctionnement de ses forges et arsenaux, avec pour effet de réduire de manière drastique leurs capacités de production avec la poursuite de la guerre. L'armée, la marine, les fabricants d'armes et les opérateurs ferroviaires se retrouvèrent ainsi en situation de concurrence pour la production d'acier, là où la situation de conflit et de crise eût nécessité la rationalisation et la centralisation de celle-ci dans le cadre d'une économie de guerre dirigée;
Pour satisfaire ses besoins propres en acier destiné à la fabrication du blindage de ses navires, la marine n'hésita pas à piller les réserves déjà maigres de rails voire à procéder de son propre chef au démontage de voies. En avril 1862, le Secrétaire d'État à la Marine ordonna d'autorité le démontage d'une ligne secondaire de la compagnie Richmond, Fredericksburg & Potomac et d'une section de la ligne de la Savannah, Albany & Gulf Rail Roads en Géorgie pour alimenter les fonderies navales en manque de matière première.

## La bataille du rail

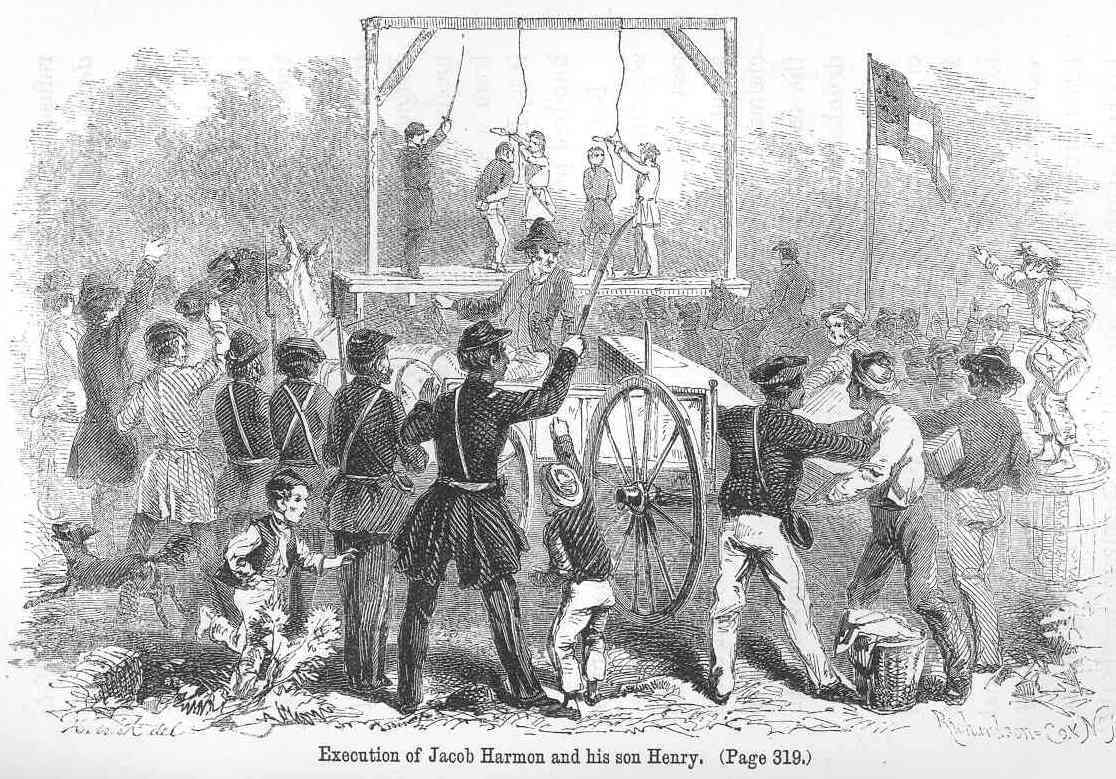
L'exécution de Jacob Harmon et de son fils Henry par les Confédérés à Knoxville, Tennessee, le 17 décembre 1861. Ces sympathisants de la cause de l'Union avaient participé à des actes de sabotages visant des ponts ferroviaires et destinés à perturber les approvisionnements de l'armée sudiste.

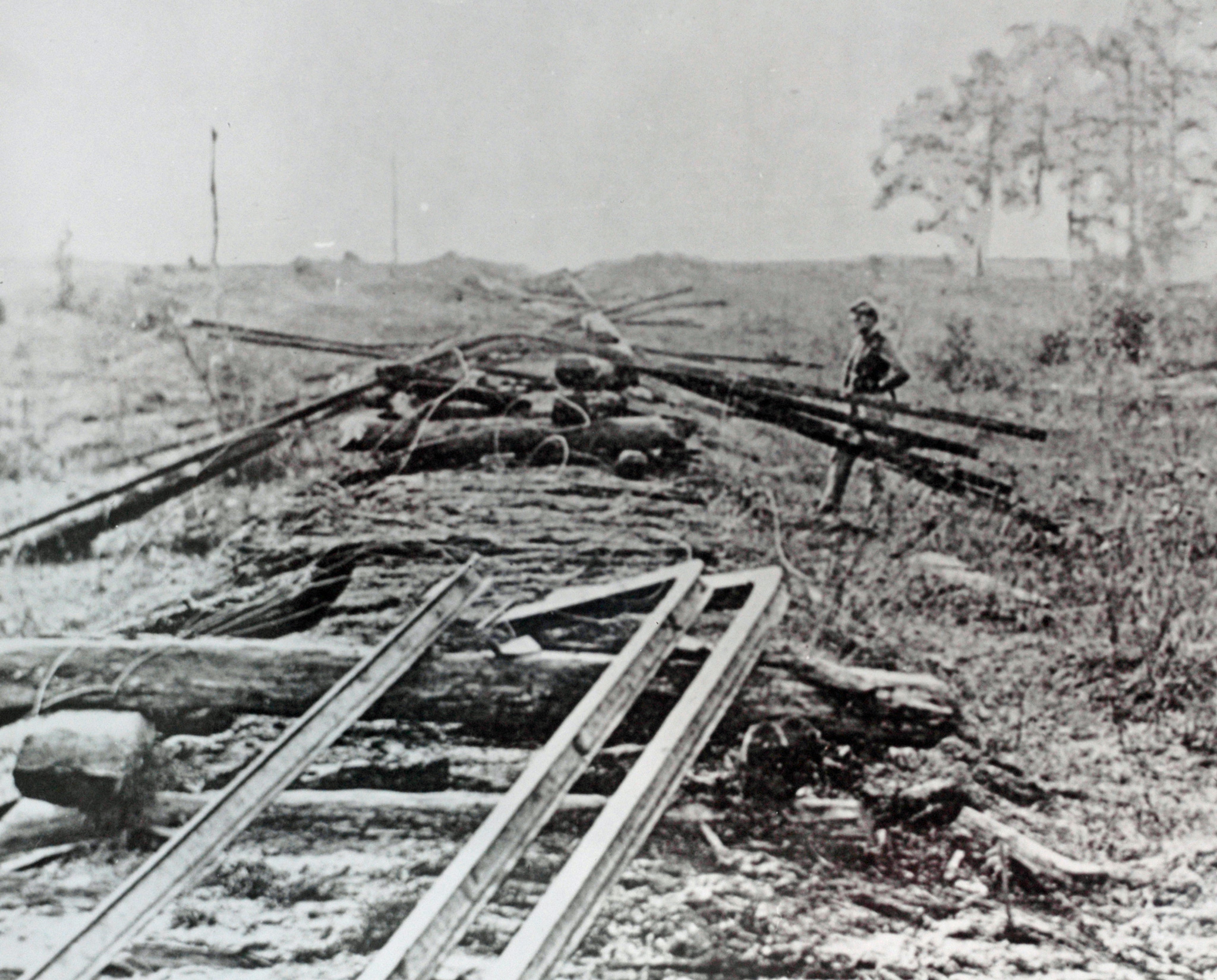
Sherman's neckties - cravates de Sherman, du nom du général William T. Sherman - rails des chemins de fer confédérés rendus inutilisables en les chauffant à blanc sur un bûcher et en les tordant pour empêcher leur réemploi.

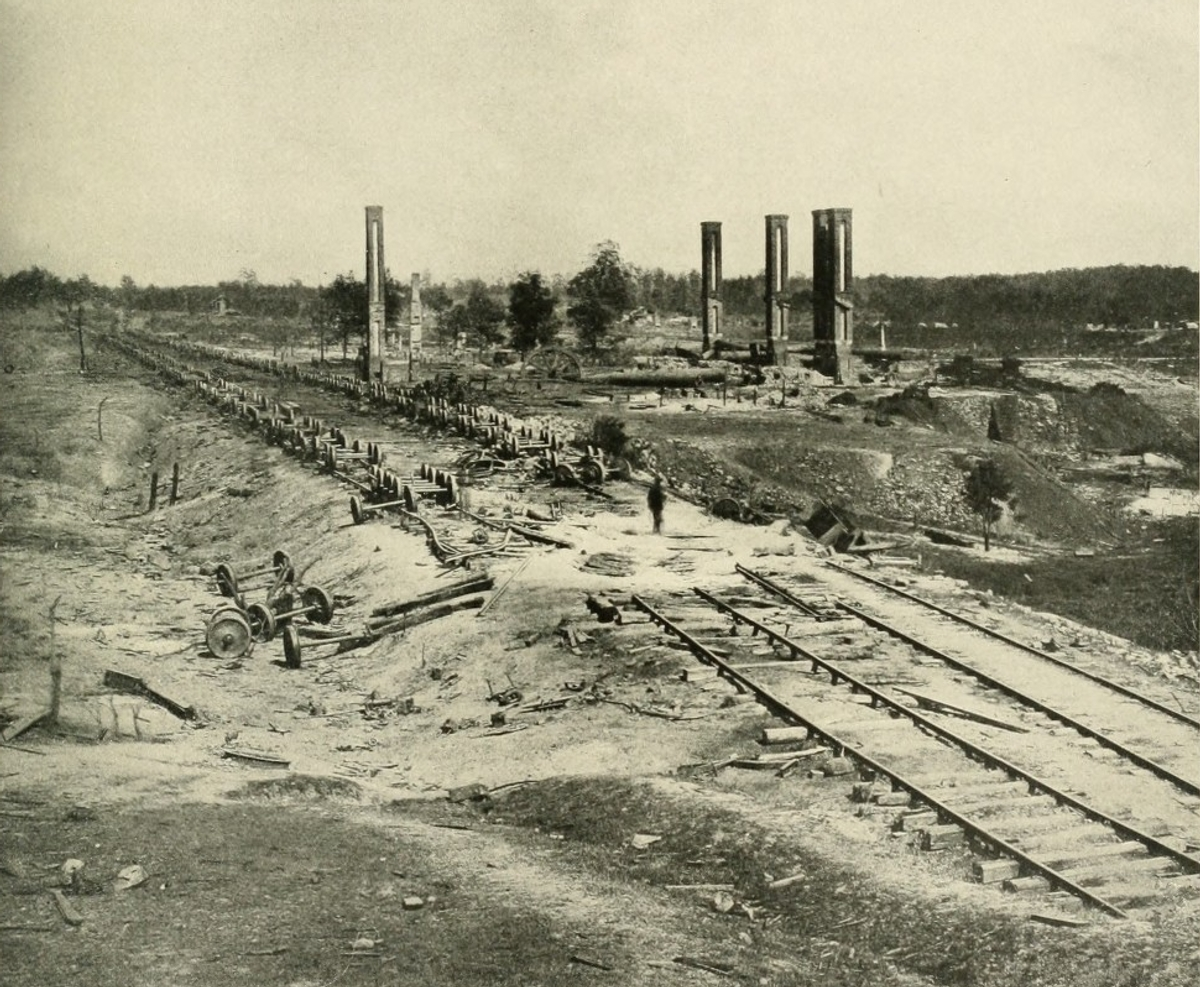
En 1864, le général confédéré John B. Hood ordonna la destruction du matériel et des infrastructures ferroviaires d'Atlanta avant sa retraite pour empêcher leur emploi par ses adversaires.

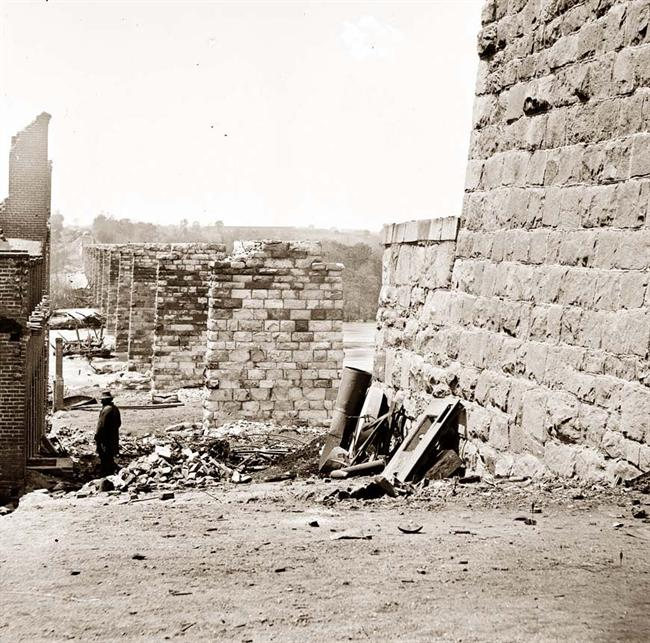
Les ruines d'un pont sur la ligne de la Richmond and Petersburg Railroad en 1865.

Les batailles du printemps et de l'été 1861 ayant réussi à contenir les offensives confédérées aux frontières méridionales de l'Union, Lincoln et ses généraux entreprirent dès l'année suivante de porter le fer en territoire ennemi, le réseau ferroviaire confédéré se retrouvant dès lors, et pour le reste du conflit, à supporter le plus lourd poids de la guerre tant du fait des besoins de l'armée sudiste que des combats. Ils devinrent de ce fait tout autant des enjeux et des objectifs stratégiques que des armes et des cibles privilégiées pour les belligérants.
Les contrats avec les villes portuaires ayant été suspendus, du fait des effets combinés de la politique sudiste restrictive d'exportation du coton et du blocus naval nordiste, des contrats gouvernementaux compensatoires juteux furent passés avec les opérateurs ferroviaires pour la mise en œuvre de lignes d'approvisionnement des fronts du Tennessee et de la Virginie. Un consortium de compagnies décida de la mise en place d'un « tarif universel » pour les contrats gouvernementaux : a uniform rate of two cents a mile for men and half the regular local rate for munitions, provisions, and material, and also agreed to accept Confederate bonds at par in payment of government transportation.
La guerre se poursuivant malgré les spéculations optimistes, les opérateurs ferroviaires tentèrent de s'approvisionner en matériels à l'étranger, la Confédération manquant de l'infrastructure industrielle nécessaire pour se rééquiper. Le problème devint particulièrement aigu en ce qui concerne le parc de locomotives et de wagons. Préoccupés par l'usure intensive des équipements, manquant du matériel nécessaire aux réparations et ayant perdu leurs personnels du fait de la conscription, les compagnies ferroviaires augurèrent d'une crise dès 1862. Mais leurs appels à l'aide se heurtèrent tout au long du conflit à l'inertie voir à l'hostilité du gouvernement confédéré et ce ne fut qu'à la mi-1863 que ce dernier se décida enfin à lancer une politique globale - encore celle-ci se limita-t-elle à quelques mesures destinées à soutenir l'effort de guerre. Avec la promulgation de l'acte d'impressment (réquisition) cette année-là, les chemins de fer et leur matériel passèrent de facto sous contrôle militaire.
En mars 1864, le Quartermaster General (Intendant général) ordonna que tous les trains de passagers cèdent la priorité aux convois militaires. À la mi-1864, tout service civil de passagers cessa au sein de la Confédération. Le transport des biens pour les civils fut également affecté, exacerbant encore les restrictions causées par les dommages de guerre, la spéculation larvée et les réquisitions. Avant la fin de l'année, le réseau ferroviaire sudiste était quasiment arrivé à son point de rupture, les réquisitions ayant atteint leur maximum, les voies secondaires devant être démontées pour la maintenance des voies principales et le matériel roulant s'usant plus vite qu'il ne pouvait être remplacé. Au fil de leur progression dans les territoires sécessionnistes, les troupes de l'Union s'emparèrent des lignes sudistes ou de ce qu'il en restait, les Confédérés pratiquant systématiquement la politique de la terre brûlée lors de leurs retraites et les Nordistes devant plus d'une fois tout reconstruire ex nihilo. Aux hasards des fortunes de la guerre, certaines lignes, prises, abandonnées puis reprises durent être reconstruites six à sept fois par chacun des belligérants, en particulier dans l'État de Virginie où les combats furent les plus intenses.
La gestion anarchique des moyens ferroviaires et la gabegie qui en résultat ne firent encore que s'accroître du fait des interventions politiciennes des Gouverneurs d'États, jaloux de leur autonomie, et des calculs et combines d'élus locaux et de directeurs de compagnies privées, voire par la corruption ou l'incompétence de certains responsables militaires. Ainsi, au début du conflit, le général Lee demanda le raccordement de deux lignes desservant Petersburg afin d'éviter les manœuvres de transbordement déjà évoquées plus haut et source de pertes de temps précieux, mais il se vit opposer un refus ferme et définitif du maire de la ville. En février 1862, Abraham Myers, commissaire général à l'Équipement, confia en date du 22 l'évacuation d'urgence des dépôts de Manassas à la compagnie Orange & Alexandria RR sous la supervision du général Joe Johnston, au demeurant excellent officier mais peu au fait de gestion ferroviaire. Le 5 mars, Johnston s'en prenait vivement aux responsables de la compagnie en leur reprochant la perte de grandes quantités de matériel du fait de leur lenteur. En fait, méconnaissant les principes de gestion d'un réseau, Johnston avait à ce point multiplié les convois dans l'urgence que ceux-ci se retrouvèrent totalement bloqués dans d'impressionnants embouteillages ferroviaires.
La dégradation de la situation des chemins de fer confédérés fut encore aggravée par la rivalité entre l'armée et la marine dans la course à l'acier et au contrôle des réseaux. Non contente de « cannibaliser » les réseaux pour se procurer de l'acier sans se soucier de désorganiser ainsi les mouvements des colonnes militaires et l'économie de guerre, la marine entra plus d'une fois en confrontation ouverte avec l'armée pour des questions de priorités de circulation de convois. En mars 1864, le général W.H.C. Whiting, commandant militaire d'un district de Caroline du Nord, entra violemment en conflit avec la Confederate Navy, engagée dans la construction du cuirassé fluvial CSS Albemarle, au point que ses hommes s'opposèrent, baïonnettes au canon, aux marins chargés de l'acheminement ferroviaire des plaques de blindages sur la seule ligne locale encore en état. D'autre part, ses prélèvements intempestifs désorganisèrent plus d'une fois ses propres approvisionnements, causant la perte sur chantiers de nombre de ses bâtiments.

## L'arme ferroviaire confédérée

### LeRailroad Bureau

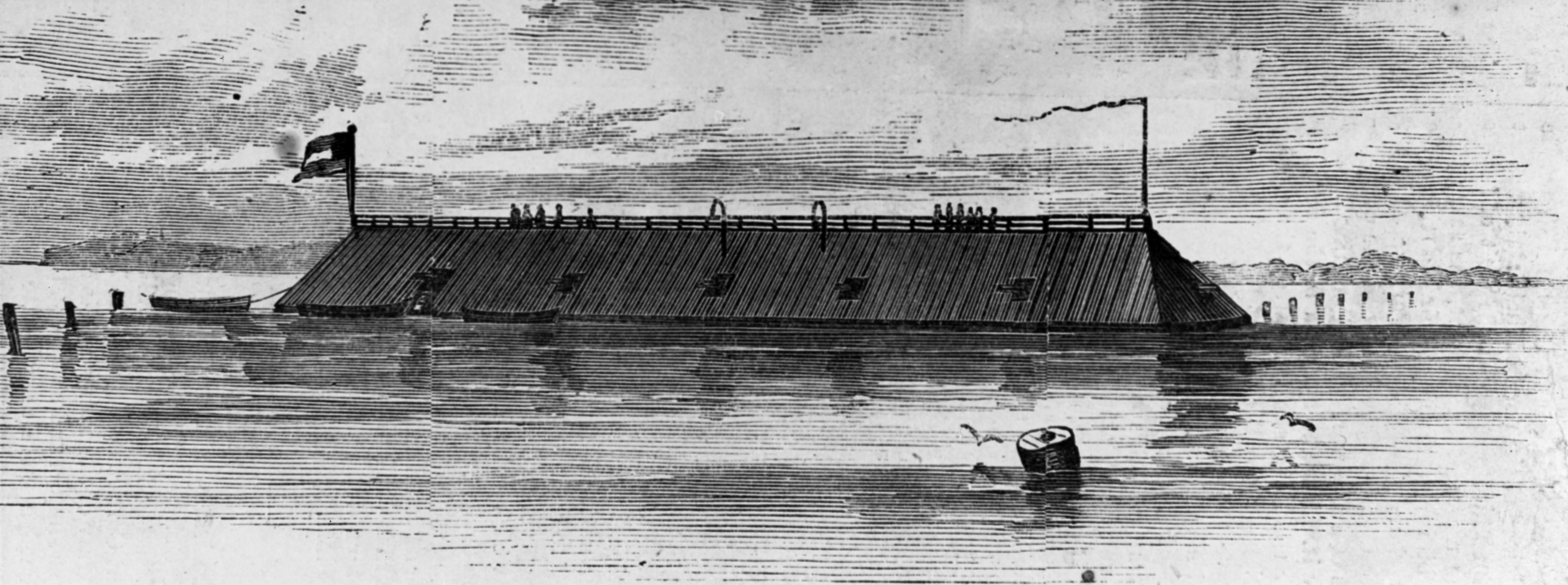
L'Ironclad CSS Georgia. Dans sa conception, son architecture (casemate à pans inclinés et sabords d'artillerie) et ses techniques de construction, le Dryland Merrimack de Robert E. Lee, le tout premier train blindé de l'histoire engagé lors de la bataille de Savage Station, s'inspirait largement des vaisseaux blindés de la marine confédérée.

« L' U.S. Military Railroad devint un opérateur ferroviaire à part entière, avec ses services administratifs, opérationnels et de construction. Par contraste, l'agence confédérée ne joua jamais que le rôle de bureau de conseil et de coordination et de négociateur de contrats au sein de Département confédéré de la Guerre. »

— Dr Christopher R. Gabel, Rails to Oblivion : The Battle of Confederate Railroads in the Civil War
Modeste pendant de l'U.S.M.R.R. nordiste, le Bureau du Chemin de fer ne disposa jamais des moyens légaux, matériels, financiers et humains de son vis-à-vis. La direction de cet officine fut dans un premier temps confiée à William S. Ashe, gros actionnaire dans le domaine ferroviaire mais avant tout plus politique que technicien et homme de terrain. Ashe occupa cette fonction de juillet 1861 à avril 1862 époque à laquelle il en fut déchargé essentiellement pour raisons politiques. Le Railroad Bureau resta sans direction pendant sept mois avant que William M. Madley ne le remplace. En dépit des dispositions légales de réquisitions prise au début de 1863 par le Congrès confédéré, le rôle et les pouvoirs du Bureau restèrent encore très limités, ce qui entraîna la démission de Madley qui fut remplacé par Frederik W. Sims en juin 1863. La légèreté et le dilettantisme des autorités politiques et militaires sudistes tout autant que le lobbying affairiste des propriétaires de compagnies définitivement réfractaires à toute collaboration volontaire et spontanée à l'effort de guerre contraignit l'agence à consacrer une part non négligeable de ses activités et de ses moyens à négocier des contrats « d'armement » des réseaux et matériels.

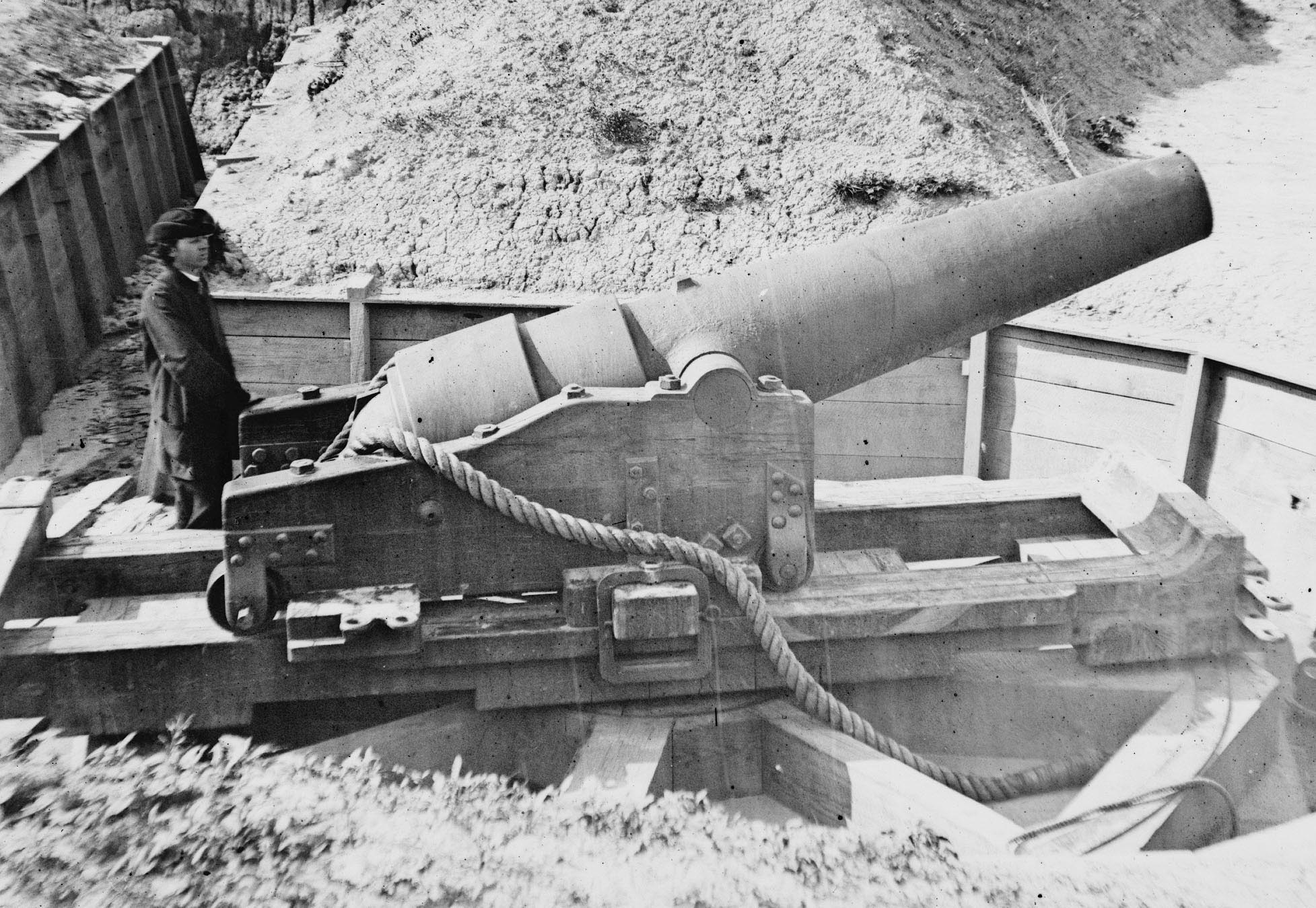
Pièce d'artillerie lourde confédérée. Des engins de ce type armèrent les batteries lourdes de l'armée sudiste.

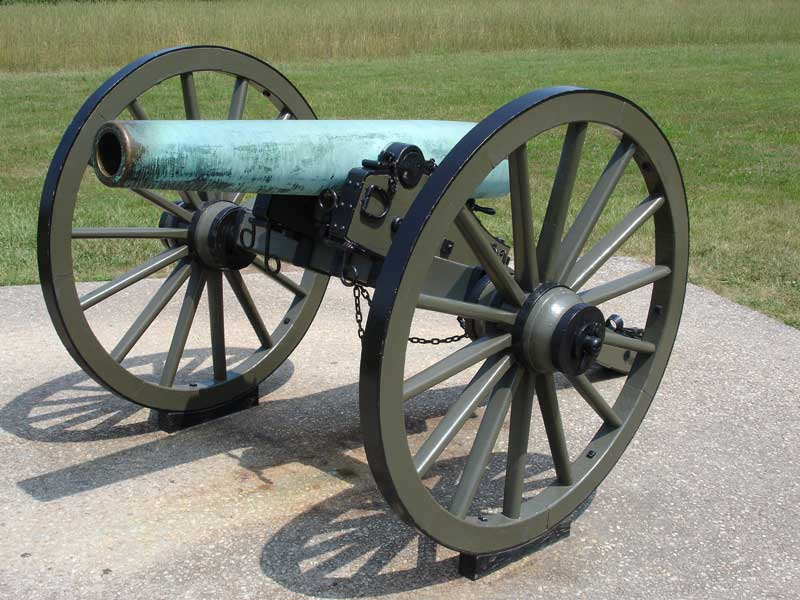
Un canon Napoleon, pièce de campagne la plus usitée pendant la guerre. Des pièces de ce type équipaient les batteries « légères », constituées de pièces installées sur des plates-formes légèrement ou non protégées.

En dépit de tous ces obstacles et difficultés de toutes natures, le Bureau fonctionna efficacement pendant les deux premières années du conflit, réalisant même quelques prouesses notoires malgré cette conjoncture défavorable. Ainsi, en prélude à la bataille de Chattanooga en juin/juillet 1862, le gén. Braxton Bragg, commandant en chef de l'armée du Mississippi, parvint à transférer en un temps record d'importants contingents depuis son quartier général de Tupelo, la seule route disponible pour l'opération, en raison de l'absence de lignes transversales, nécessitant un détour vers le sud via Mobile en Alabama puis un transit par Atlanta en Géorgie. Début septembre 1863, Lee transféra de même manière plus de 12 000 hommes de l'armée de Virginie du nord vers Chickamauga à l'ouest des Appalaches, l'opération nécessitant l'intervention coordonnée de seize compagnies locales, l'utilisation d'un parc pléthorique de wagons de tous types et, pour certaines unités, un voyage de 900 miles.

### La naissance de l'artillerie ferroviaire et des trains blindés
La paternité de l'artillerie ferroviaire et du train blindé peut sans conteste être attribuée au commandant en chef de l'armée confédérée Robert E. Lee en juin 1862. Devant faire face à l'invasion de la péninsule de Virginie par McClellan, Lee demanda au responsable de l'Armement Josiah Gorgas de mettre au point, en collaboration avec la marine confédérée, un équivalent terrestre et ferroviaire de l'Ironclad CSS Virginia, construit sur l'ex USS Merrimac. C'est ainsi que fut conçu et construit le Dry Land Merrimac - le Merrimac de la terre ferme - un bunker de bois renforcé à l'intérieur et à l'extérieur de lames d'acier - Lee craignant quelque mauvaise surprise du même genre de son adversaire - armé d'une pièce d'artillerie lourde de 32 livres et pesant plus de 60 tonnes US qui devait être poussé en avant d'une locomotive équipée d'un timon spécial. Ce « canon d'assaut ferroviaire » fut engagé avec un retentissant succès pendant la bataille de Savage's Station à la fin du mois.
L'invention de Lee fit école au sein de l'armée confédérée puisque par la suite, le Gén. John B. Magruder aligna un engin similaire, blindé de balles de coton compactées, pendant la défense de Galveston au Texas en janvier 1863, engageant à cette occasion des vaisseaux de la marine de l'Union appuyant le débarquement des troupes nordistes. En mars de la même année, le Gén. Joseph Finegan en utilisa un autre pendant le raid amphibie nordiste contre Jacksonville en Floride puis, plus tard, pendant la bataille d'Olustee en février 1864.
À côté de ces engins lourds - individuellement appelés Battery même s'ils n'emportaient qu'une seule pièce lourde d'artillerie - les Confédérés engagèrent également des batteries légères, simples plates-formes peu ou non protégées emportant une ou deux pièces de campagne et des fantassins - ces engins se révélant d'un emploi tactique plus souple et moins contraignant pour les voies.

## Raids de sabotage et embuscades ferroviaires

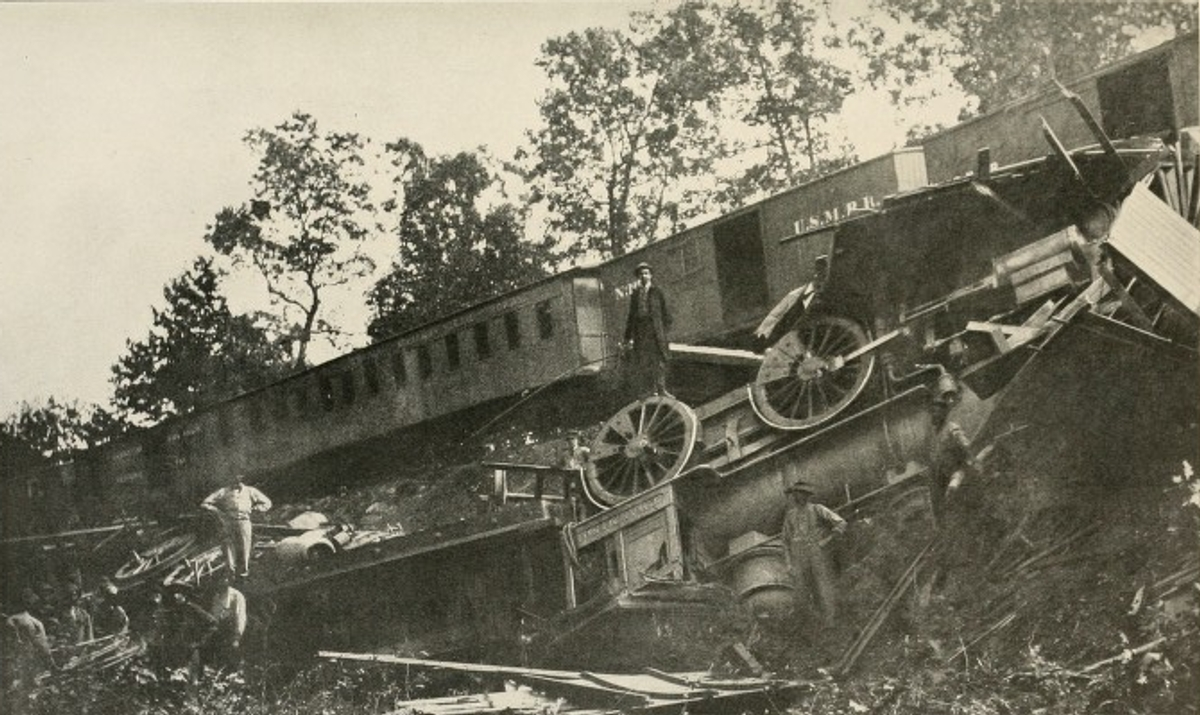
Train détruit par la cavalerie confédérée en août 1863 pendant la bataille de Manassas Station.

Contraintes de combattre sur leur propre territoire, les forces armées sécessionnistes bénéficièrent cependant d'un double avantage que leur offrait cette situation : la possibilité de mobiliser des milices locales pour renforcer les effectifs des corps de troupes et celle de vivre « sur le pays », avec l'aide volontaire et patriotique des autochtones ou au moyen de réquisitions. Engagée en terra incognita, l'armée nordiste se vit au contraire obligée d'importer sur le champ de bataille effectifs et impedimenta, tâche pour laquelle le chemin de fer lui était indispensable. Rien de surprenant dès lors que l'armée confédérée fit de la guerre ferroviaire - raids de sabotage des voies, destruction des gares et ponts, embuscades des convois - une de ses priorités. Sa cavalerie et les milices irrégulières de francs-tireurs, mobiles et très rustiques, se révélèrent essentielles et particulièrement actives et efficaces dans cette tâche.

## Sources et bibliographie

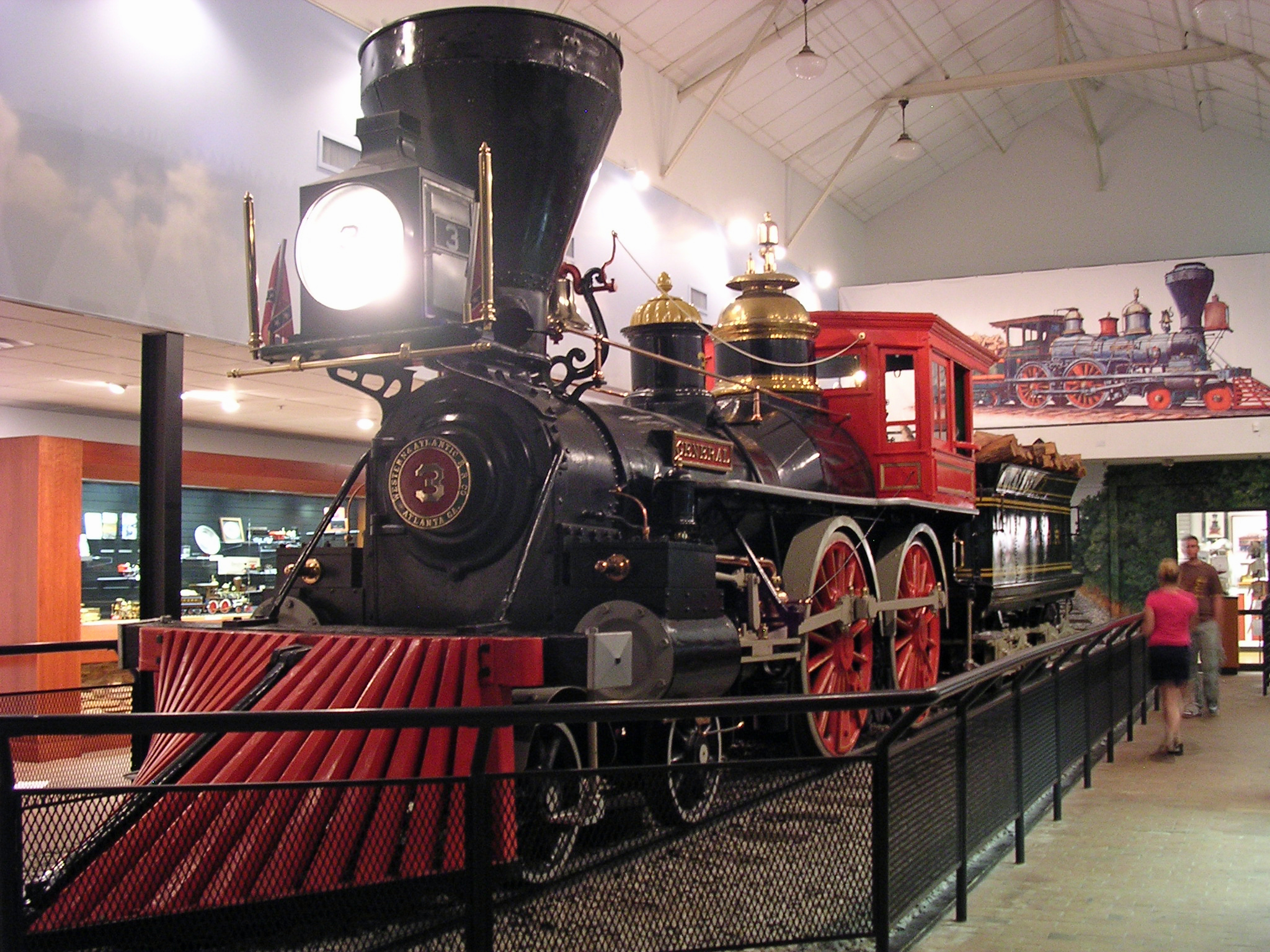
Une locomotive type "4-4-0", le modèle le plus fréquemment utilisé pendant le conflit, tant par la Confédération que par l'Union, préservée dans un musée de Géorgie